# Museo bellico Belli Instrumentum
Il Museo bellico "Belli Instrumentum", (il materiale di guerra), fondato nel novembre del 2004, è un museo militare di Barrafranca realizzato da appartenenti alla locale sezione dell'Associazione nazionale carabinieri.
Il progetto di realizzare un museo storico di armi e cimeli d'epoca, in particolare dei Carabinieri, venne da un'idea del Maresciallo Giuseppe D'Auria e del Carabiniere Scelto Giovanni Collura, entrambi soci fondatori della locale sezione ANC. Direttore del Museo: Carabiniere Francesco D'Auria. Il Museo conserva numerosi pezzi di interesse storico-culturale che documentano due secoli di storia militare italiana e della Benemerita (Arma dei Carabinieri) oltre a divise storiche e cimeli da gemellaggi con nazioni estere.
Il museo è ubicato nel quartiere più antico di Barrafranca, "Batìa", (Madonna), in piazza Fratelli Messina, nello storico palazzo "Putieddi" (portali di epoca tardo-medievale), risalente al XVIII secolo, con una superficie storica espositiva di 268 m². Sulla piazza prospetta, inoltre, il complesso settecentesco del monastero delle benedettine con l'annessa Chiesa.
Sono riconoscibili all'interno del Museo cinque grandi sezioni:
- equipaggiamento (operativo e leggero);
- uniformi e onorificenze;
- sala delle armi;
- copricapo e accessori da campo;
- documentazione storica.

Il Museo comprende:
- archivio fotografico;
- archivio storico;
- videoteca;
- aula didattica.

Il Museo contribuisce alla valorizzazione e alla conoscenza anche attraverso:
- mostre itineranti nelle scuole;
- gallerie;
- pacchetti turistici "Storia, cultura e natura".

Vi sono custodite uniformi di varie epoche, accessori e militaria dell'Arma e di altri corpi, quadri, stampe, fotografie, nonché generica oggettistica tematica. Vi è inoltre una nutrita raccolta di armi bianche e da sparo. E ospita una completa documentazione sugli eventi bellici del giugno-agosto 1943.
Nel febbraio del 2005 (con protocollo n. 205 del 15.02.2005) l'Assessorato dei Beni Culturali ed Ambientali e della P.I. - Dipartimento regionale BB.CC.AA. ed E.P. di Enna, Servizio per i beni storico-artistici ed etnoantropologici, a seguito della nota 375/19.1.05, dopo vari sopralluoghi effettuati in diverse occasioni, ultimo in data 25/11/2004, accertano che gli oggetti ivi contenuti risultano avere più di cinquant'anni e comprovano la loro utilizzazione nel recente passato. Ad oggi la collezione di oggetti militari pervenuti da diverse roccaforti e distretti d'Italia ed esteri possiede  valenze culturali e  didattiche sotto l'aspetto storico-documentario ed etnoantropologico. Attualmente il Museo è gestito dal Presidente e dal Direttivo dell'Ass. Naz. Carabinieri di Barrafranca e mantiene come punto di riferimento, accoglienza e visita guidata l'Ex Direttore e Fondatori.
Fra i cimeli di maggiore rilievo e curiosità, si trovano: 
- la "Pastura", introdotta dai Saraceni in Sicilia. Utilizzata dai carabinieri reali nei primi decenni del secolo scorso per il trasporto dei detenuti durante il periodo del brigantaggio, per raggiungere le carceri;
- il copricapo fascista (FEZ), indossato dai G.I.L. (Gioventù italiana del littorio);
- la cassetta per investigazioni scientifiche, utilizzata dai carabinieri fino agli anni '60.

Il museo ospita inoltre il gonfalone dell'ANC di Barrafranca.